# Cao Shuang
En aquest nom xinès, el cognom és Cao (曹).
Cao Shuang (mort el 249) era fill de Cao Zhen, fou un famós comandant del regne de Cao Wei durant el període dels Tres Regnes de la Xina. Inicialment tenia gran quota de poder en el regne de Wei com a Gran Comandant, però més tard, va perdre tot el seu poder de la mà de Sima Yi i va ser executat per traïció.
Al voltant de l'any nou del 239, quan Cao Rui emmalaltí, aquest decidí el passar-li el tron a Cao Fang. Al principi, volia confiar Cao Fang al seu oncle Cao Yu (曹宇), per servir com el regent principal, juntament amb Xiahou Xian (夏侯獻), Cao Shuang, Cao Zhao (曹肇), i Qin Lang (秦朗). Tanmateix, els seus oficials de confiança Liu Fang (劉放) i Sun Zi (孫資) estaven enemistats amb Xiahou Xian i Cao Zhao i estaven inquiets pel fet que aquests foren nomenats regents, i aconseguiren a persuadir-lo de fer a Cao Shuang (amb qui tenien amistat) i Sima Yi (que era llavors amb les seves tropes a Ji (汲縣, a hores d'ara Xinxiang, Henan) regents en el seu lloc. Cao Yu, Cao Zhao, i Qin Lang van ser exclosos de la regència. Com a resultat, Cao Shuang pujà al poder. Això no obstant, Cao Shuang era clarament insuficient per al treball important que se li assignà. Quan Cao Rui li preguntà si podia fer-jho, Cao Shuang era tan nerviós que no va poder dir una paraula per a contestar, i va ser Sima Yi qui contestà per ell, prometent a Cao Rui que ho farien bé i Cao Rui no hauria de preocupar-se de res.
Tot i la seva incapacitat, Cao Shuang i els seus germans, Cao Xi i Cao Xun exercien un gran poder al Regne de Wei, i aquest era sovint en conflicte amb Sima Yi, que tenia major influència i suport. En 243, la posició de Sima Yi s'enfortí més a causa d'altre reeixit desplegament militar: Zhuge Ke de Wu Oriental era constantment manant agents a Shouchun per preparar una invasió, així que Sima Yi dirigí les forces de Cao Wei al Comtat de Shu (舒县) a la Comarca Lujiang (庐江郡), prop de la frontera. A l'escoltar les noves, Sun Quan de seguida ordenà a Zhuge Ke de retirar-se al Comtat de Chaisang (柴桑县) a la Comarca Yuzhang (豫章郡). La popularitat i influència de Sima Yi de colp i volta se multiplicà i fou ovacionat per haver pogut espantar a l'enemic, calculat en cent mil soldats, sense lluitar i, per tant, assegurant la frontera i salvant la ciutat d'un atac segur. Alarmat, Cao Shuang utilitzà la seva autoritat, superior a la de Sima Yi, per convèncer a l'emperador, Cao Fang, de premiar a Sima Yi com a recompensa per la gesta, i promoure-lo a la categoria de Gran Tutor (太傅), que en realitat significava que Sima se trobaria en una posició d'honor i es quedaria sense cap autoritat real en els assumptes militars.
Cao Shuang era desesperat per una victòria per augmentar la seva pròpia fama, i elegí Shu Han com el seu objectiu. Dirigint un exèrcit de més de cent quaranta mil soldats, Cao Shuang va envair Shu Han en el març de 244. Malgrat això, dos mesos més tard, fou sonorament derrotat per Wang Ping i Fei Yi a la batalla de Xingshi, i amb prou feines va poder escapar cap a Guanzhong amb la seva vida. El resultat més devastador, però, va ser que Cao Shuang perdé més de cent vint mil soldats, o el quinze per cent del total de les tropes armades de l'exèrcit de vuit-cents mil de Cao Wei, un colp dur que no podia ser reparat. A més, la majoria de les tropes perdudes eren les unitats d'elit de Cao Wei. La popularitat i influència de Cao Shuang se reduí a un mínim igual que la seva derrota militar, mentre que alhora, la popularitat i influència de Sima Yi cresqué més per la seva oposició a la campanya des d'un principi. Per fer que Cao Shuang baixara la guàrdia, Sima Yi aturà tota activitat política en el maig de 247 i després se retirà, i aniria més lluny simulant estar malalt i senil. En l'hivern de 248, el protegit de Cao Shuang Li Sheng fou nomenat administrador de Jingzhou, i abans d'anar-se'n a la seva posició, Cao Shuang manà a Li Sheng a comprovar com era Sima Yi. Cao Shuang i els seus seguidors eren encantats quan Li informà que Sima Yi era de fet emmalaltit i morint, que ni tan sols pogueren sentir clarament el que digué.
Cao Shuang sentí que Sima Yi ja no suposaria una amenaça per a ell i llevà la seva atenció de Sima. El 6 de gener de 249, Cao Shuang i els seus germans deixaren la ciutat capital per a acompanyar a l'emperador xiquet Cao Fang a presentar respecte a Cao Rui en el seu lloc de descans a la tomba de Gaoping (高平陵), i continuaren fora a una expedició de caça. Sima Yi i els seus fills llançaren cop d'estat i prengueren el control de la ciutat capital, en primer lloc tancant totes les portes de la ciutat. Sima llavors assignà als seus protegits d'apoderar-se de les posicions i títols dels germans de Cao Shuang; després de prendre l'armeria, Excel·lència sobre les Masses (司徒) Gao Rou reemplaçà a Cao Shuang, i el Pastor Imperial (太仆) Wang Guan (王观) reemplaçà a Cao Xi per comandar els escortes imperials. Sima Yi anà a veure a l'Emperadriu Vídua, demanant-li de donar l'ordre de la detenció de Cao Shuang i els seus germans per càrrecs de traïció.
Huan Fan, un conseller de Cao Shuang, escapà amb el segell que significava el poder del Gran Comandant i s'ho portà a Cao Shuang. Cao Shuang era en un dilema, sense saber si lliurar el seu poder o no. La família de Cao Shuangi els seus estimats eren sota el control de Sima Yi, i Sima Yi prometé que Cao Shuang no es veuria perjudicat, ja que Sima només volia el poder dels Cao. Finalment, Cao Shuang acordà cedir i renuncià al seu poder. El 10 de gener de 249, Cao Shuang tornà a Luoyang, la capital de Cao Wei i el seu destí va ser segellat. Una vegada que va arribar al poder Sima Yi, detingué a Cao Shuang i als seus germans, amb l'acusació de traïció a la pàtria, a continuació, els feu executar. Sima Yi es va negar a prendre la posició de Canceller Imperial que se li concedí, i va romandre com a Gran Tutor (太傅).